# 石井嘉穂 (陸軍軍人)
石井 嘉穂（いしい よしほ、1890年（明治23年）10月19日 - 1982年（昭和57年）7月4日）は、日本の陸軍軍人。最終階級は陸軍中将。

## 経歴
山口県出身。1912年（明治45年）5月、陸軍士官学校（24期）を卒業し、同年12月、歩兵少尉に任官した。1920年（大正9年）11月、陸軍大学校（32期）を卒業した。
1928年（昭和3年）3月、歩兵少佐に進級。1930年（昭和5年）8月、陸軍兵器本廠付兼第4師団司令部付となる。1932年（昭和7年）8月、歩兵中佐に昇進。第4師団外事部主任として国防婦人会の発展に尽力し「国防婦人会の父」とも言われた。
1935年（昭和10年）3月、支那駐屯軍参謀に転じた。1936年（昭和11年）8月、歩兵大佐に進級し京都連隊区司令官に就任した。1937年（昭和12年）8月、歩兵第18連隊長に発令され日中戦争に出征。南京戦、徐州会戦、武漢作戦などに参戦した。1939年（昭和14年）3月、陸軍少将に進級し留守第3師団司令部付に転じた。同年6月、歩兵第108旅団長に発令され再び中国戦線に出征し、1941年（昭和16年）3月、留守第4師団司令部付に転じた。
1941年10月、陸軍中将に昇進し下関要塞司令官に就任。西部軍付を経て、1942年（昭和17年）10月、第32師団長に親補され中国戦線に出征し、その後、南方戦線に転じてハルマヘラ島に駐屯し、モロタイ島の戦いを指揮して終戦を迎えた。1947年（昭和22年）11月28日、公職追放仮指定を受けた。
1982年7月、胃癌により京都府宇治市の京都小倉病院で死去した。

## 栄典
- 1940年（昭和15年）8月15日 - 紀元二千六百年祝典記念章[10]